# БМ-21УМ «Берест»
БМ-21УМ «Берест» — перспективна українська реактивна система залпового вогню калібру 122 мм. Система побудована на базі вантажного шасі КрАЗ-5401НЕ і модернізованої пускової установки БМ-21 «Град». Замість 40 ракет, як у пусковій установці «Граду», установка «Береста» має 50 ракет.

## Історія
Система БМ-21УМ «Берест» була вперше представлена на виставці Зброя та безпека-2018, що відбувалася 9—12 жовтня у Києві. «Берест» є глибокою модернізацію БМ-21 «Град», і призначений для його заміни. «Берест» має низку переваг у порівнянні з «Градом»:
- кабіна вміщує увесь розрахунок, тоді як у «Града» частина бойового розрахунку знаходиться на відкритих сидіннях за кабіною.[2]
- пускова установка містить 50 реактивних снарядів, замість 40 у «Града».[2]

«Берест» був виготовлений Шепетівським ремонтним заводом за власні обігові кошти. Стверджувалося, що у виробництві «Береста» використовуються лише українські комплектуючі, включно із шасі.

## Опис

### Кабіна
«Берест» оснащений безкапотною дворядною 4-дверною кабіною. Кабіна вміщує розрахунок бойової машини та всю необхідну апаратуру управління вогнем.

### Шасі
Шасі БМ-21УМ «Берест» — вантажний автомобіль КрАЗ-5401НЕ з колісною формулою 4х4 і вантажопідйомністю 9 тонн.

### Управління вогнем та електроніка

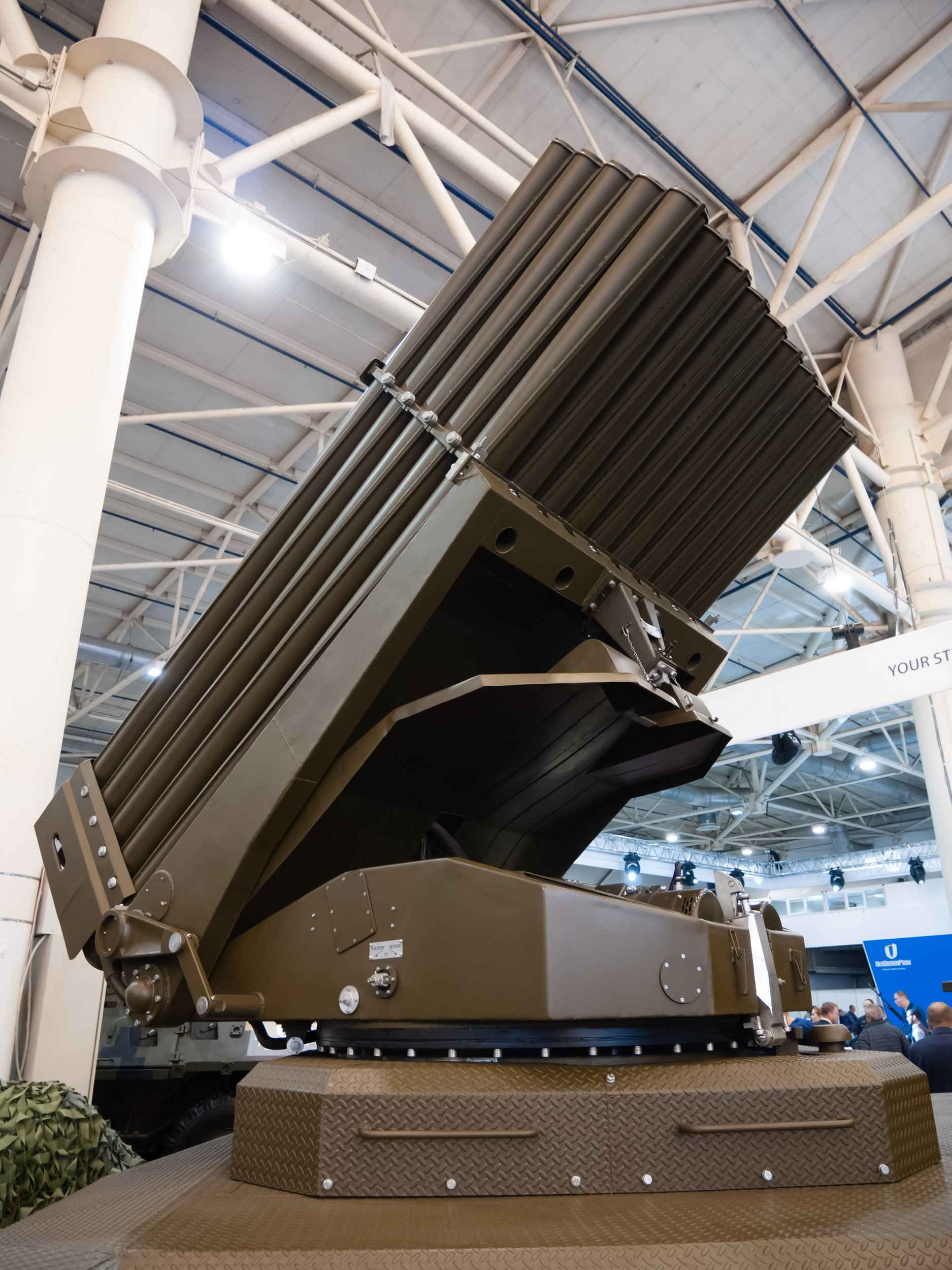
Пускова установка.

«Берест» обладнаний цифровою системою управління вогнем, яка дозволяє екіпажу проводити підготовку до стрільби, зокрема топогеодезичну прив'язку, не залишаючи кабіни. Також, «Берест» інтегрований у систему обміну інформацією на полі бою — розрахунок РСЗВ у режимі реального часу отримує координати ворога, які надходять з безпілотників, контрбатарейних РЛС, тощо.
«Берест» має апаратуру супутникової навігації СН-4215 від «Оризон-Навігація».

### Пускова установка
Пускова установка містить 50 реактивних снарядів калібру 122 мм.

## Тактико-технічні характеристики
За даними різних джерел:
- швидкість: 90 км/год
- запас ходу: 600 км

## Номенклатура боєприпасів
«Берест» може використовувати всі боєприпаси для РСЗВ БМ-21 «Град», а також нові українські снаряди 9М221Ф «Тайфун-1», створені КБ «Південне», які мають в 2 рази більшу дальність, ніж стандартний 9М22У.

### 9М221Ф «Тайфун-1»
В березні 2019 року на виставці «Зброя та безпека 2019» КБ «Південне» було представлено реактивний снаряд 9М221Ф «Тайфун-1». «Тайфун-1» має осколково-фугасну бойову частину масою 18,4 кг, таку ж, як і радянський снаряд 9М22У, але при цьому, «Тайфун-1» в порівнянні з 9М22У має вдвічі більшу максимальну дальність (40 км замість 20). Наприкінці 2019 року, з повідомлення пресслужби КБ «Південне» стало відомо, що випробування реактивних снарядів системи залпового вогню «Тайфун-1» вже розпочато. На базі «Тайфун-1» йде розробка керованого снаряду «Тайфун-1М», а також модернізовані версії принципово нових реактивних систем залпового вогню «Тайфун-2» і «Тайфун-4».

### 9М22У
9М22У — модернізована версія осколково-фугасного реактивного снаряду 9М22 (М-21ОФ). Створений в НДІ-147 (НВО «Сплав»). Має модернізований реактивний двигун з паливом РСТ-4К та бойову частину 9Н22У.
При вибуху головна частина викидає 1640 осколків заданої подрібненості (масою 2,4 г) та 2280 від корпуса (середньою масою 2,9 г). Таким чином, теоретично снаряд має викинути 3920 осколків, на практиці ж маса, розміри, та кількість випущених осколків може відрізнятись — через неможливість повного контролю за перебігом та впливом детонації на корпус снаряда. Повний залп — 40 реактивних снарядів, таким чином, призводить до детонації 256 кг вибухової речовини та викидання близько 156 800 осколків різної маси. Спершу була використана вибухова речовина ТГАФ-5, згодом замінена на А-ІХ-2.
ТТХ
- Маса: 66,6 кг
- Маса боєголовки: 18,4 кг
- Маса вибухової речовини: 6,4 кг
- Довжина: 2870 мм
- Кількість осколків:
  - готових (2,4 г): 1640
  - частково підготовлених (близько 2,9 г): 2280
- Максимальна дальність: 20,4 км

## Оцінки та критика
При презентації системи нічого не говорилося про систему автоматичного заряджання ракет, або про спеціальні заряджаючі автомобілі. Згідно із зауваженнями російських джерел, шасі "Береста" не має домкратів для вирівнювання і горизонтування платформи.
За оцінками авторів видання Depo.ua, «Берест» є шепетівським аналогом харківської РСЗВ «Верба».
У 2021 році видання Defense Express написало, що Міністерству оборони було б доцільно об'єднати розробки РСЗВ «Верба» та БМ-21УМ «Берест» та використовувати нове шасі через банкрутство КрАЗ.

## Галерея

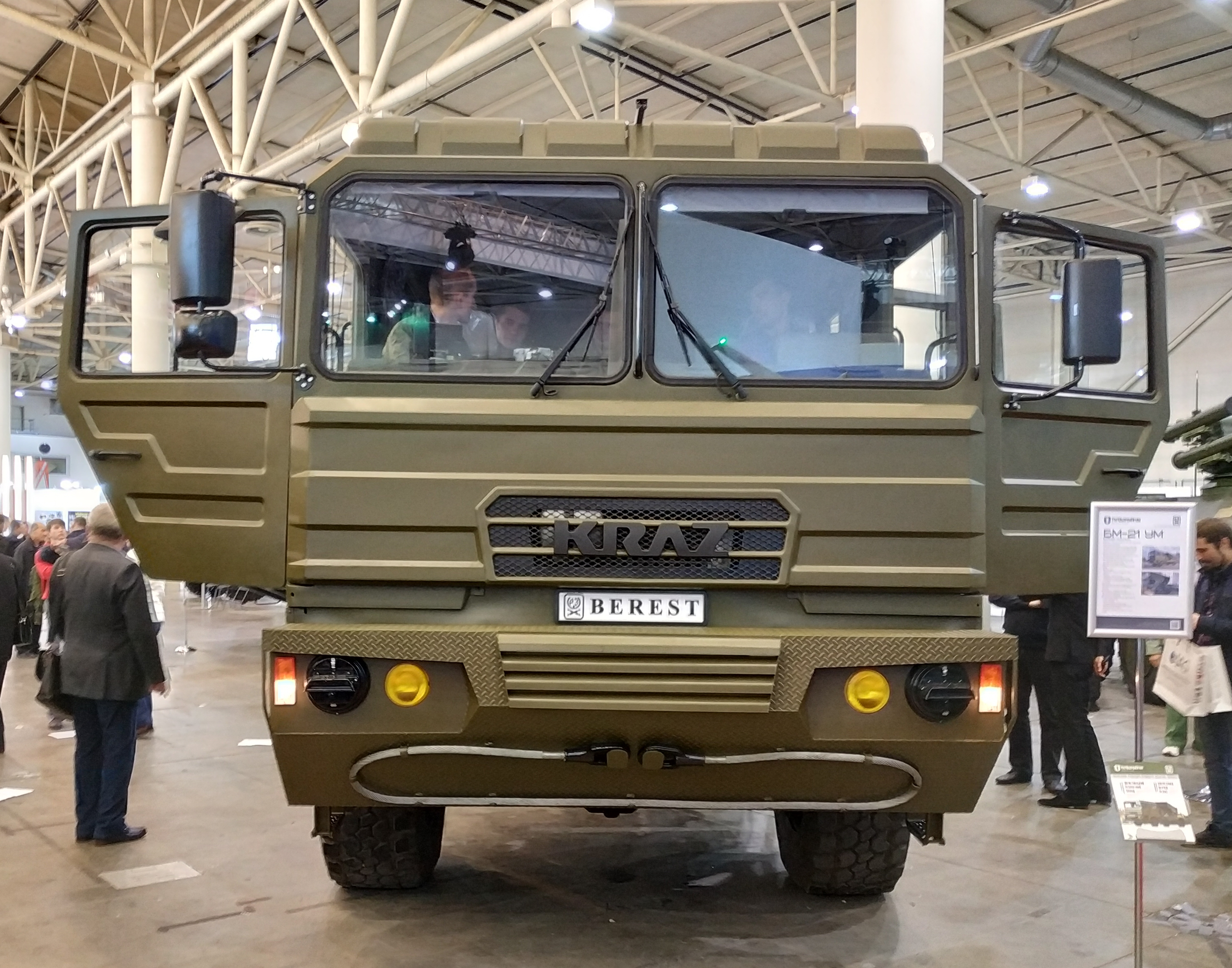
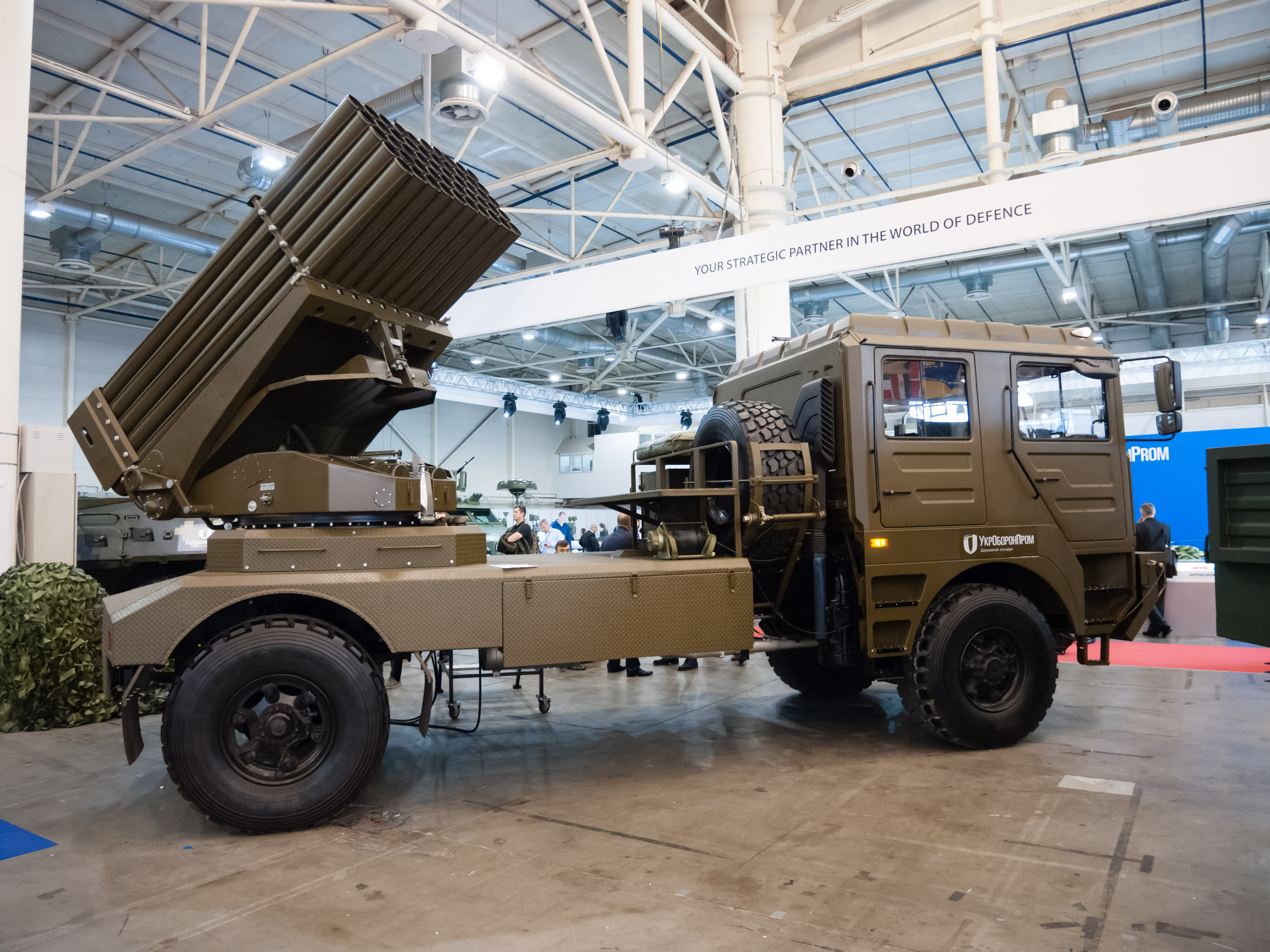
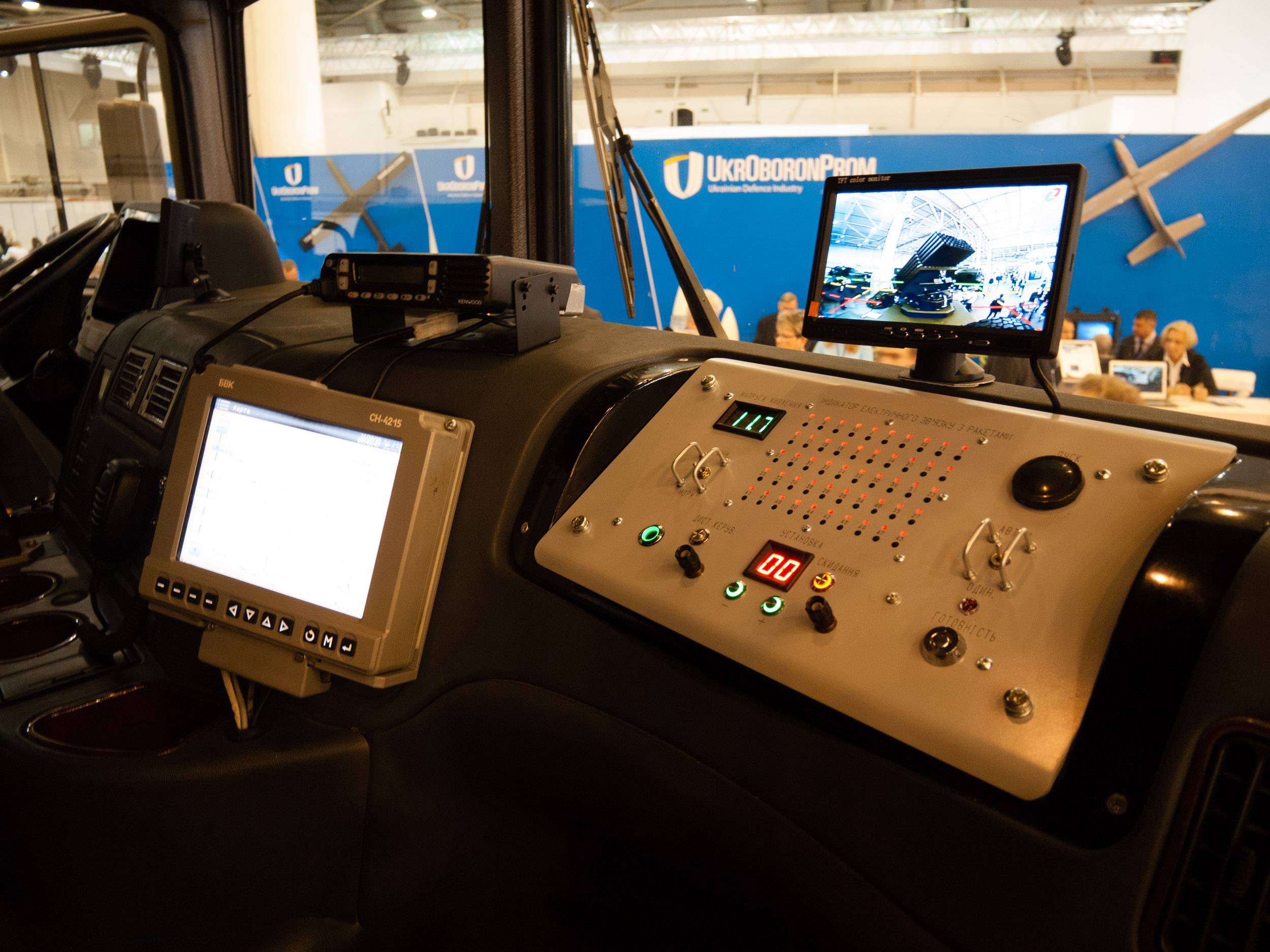
Пульт запуску в кабіні
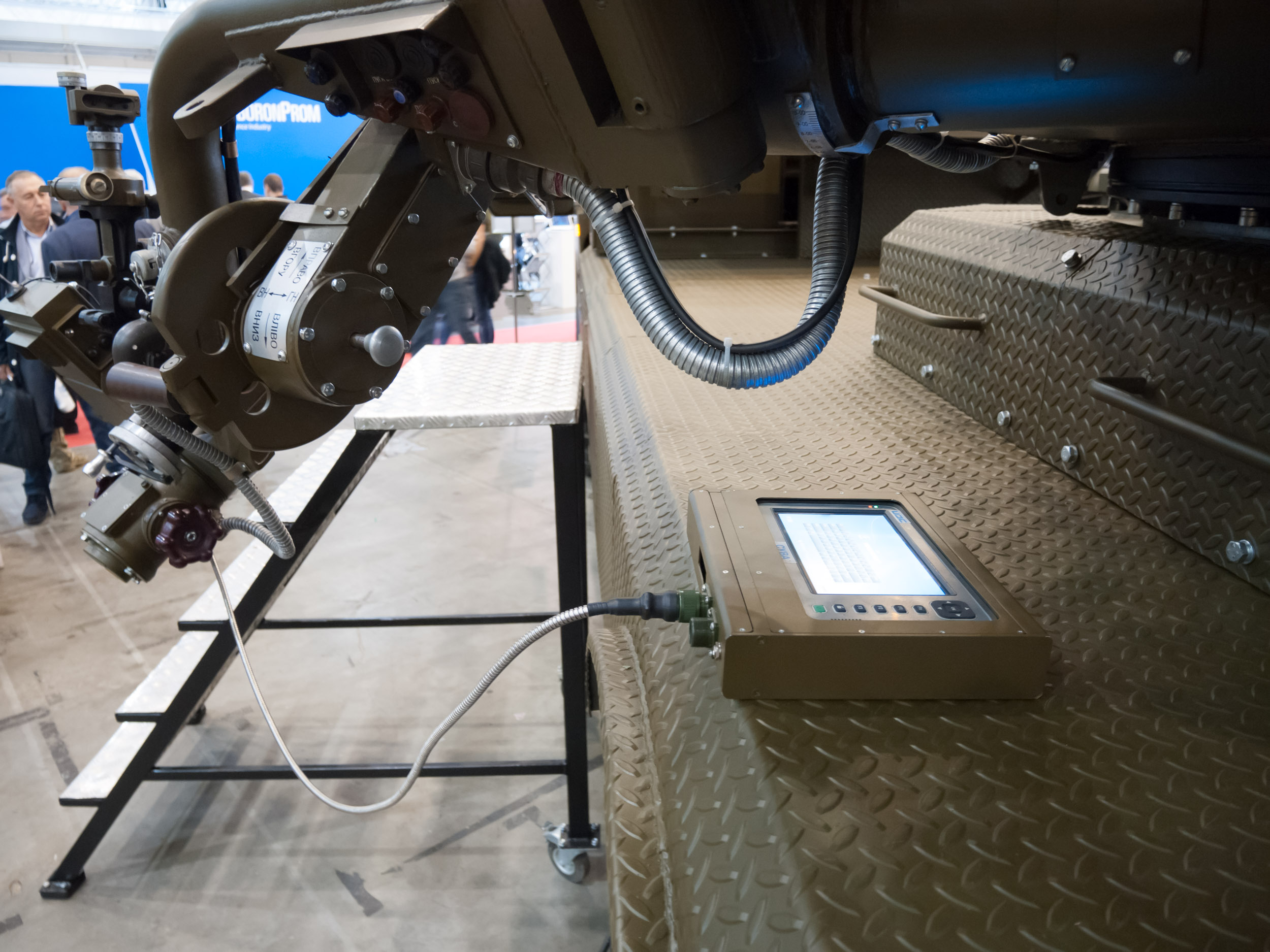
Пульт запуску біля пускової
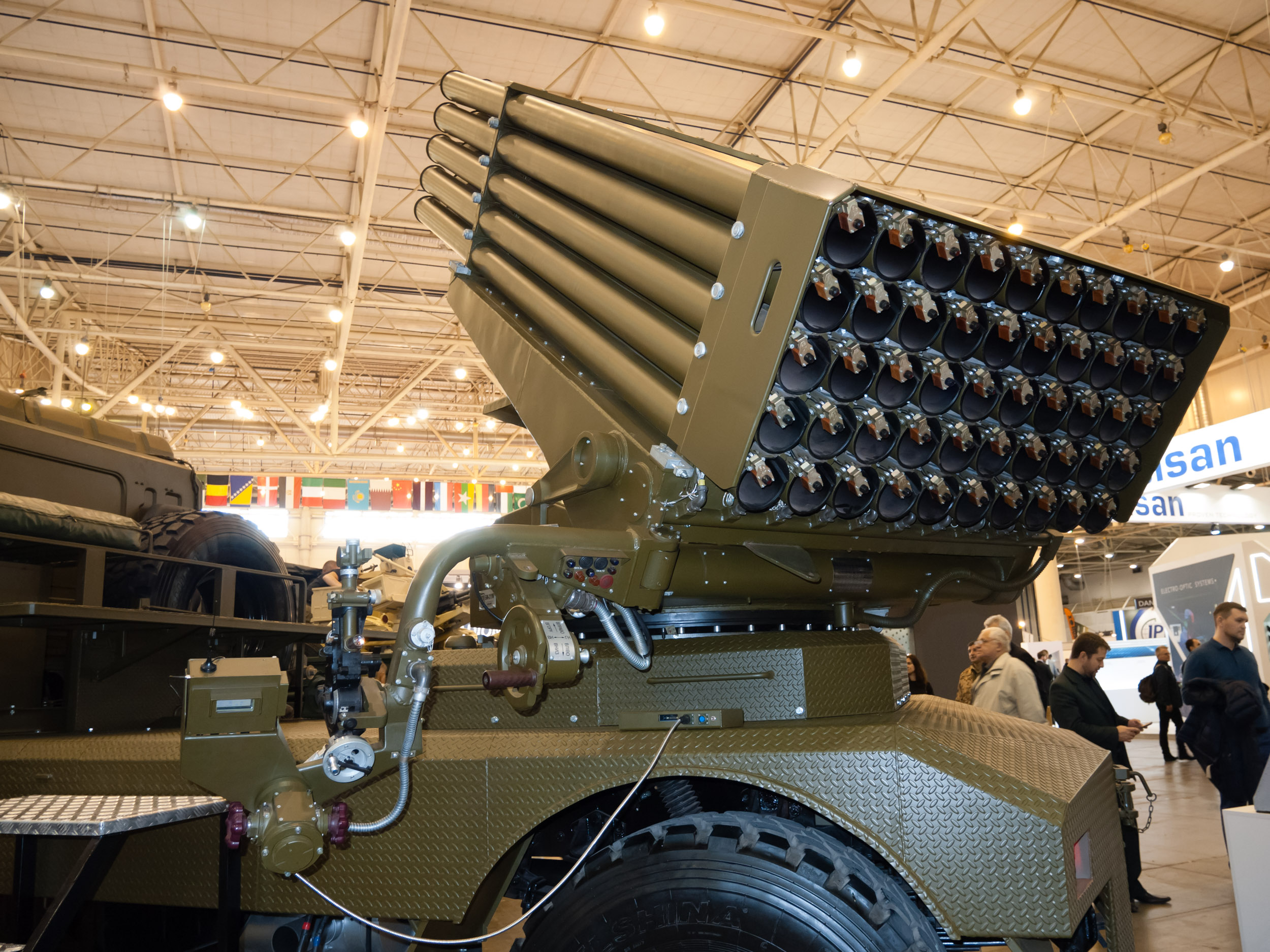
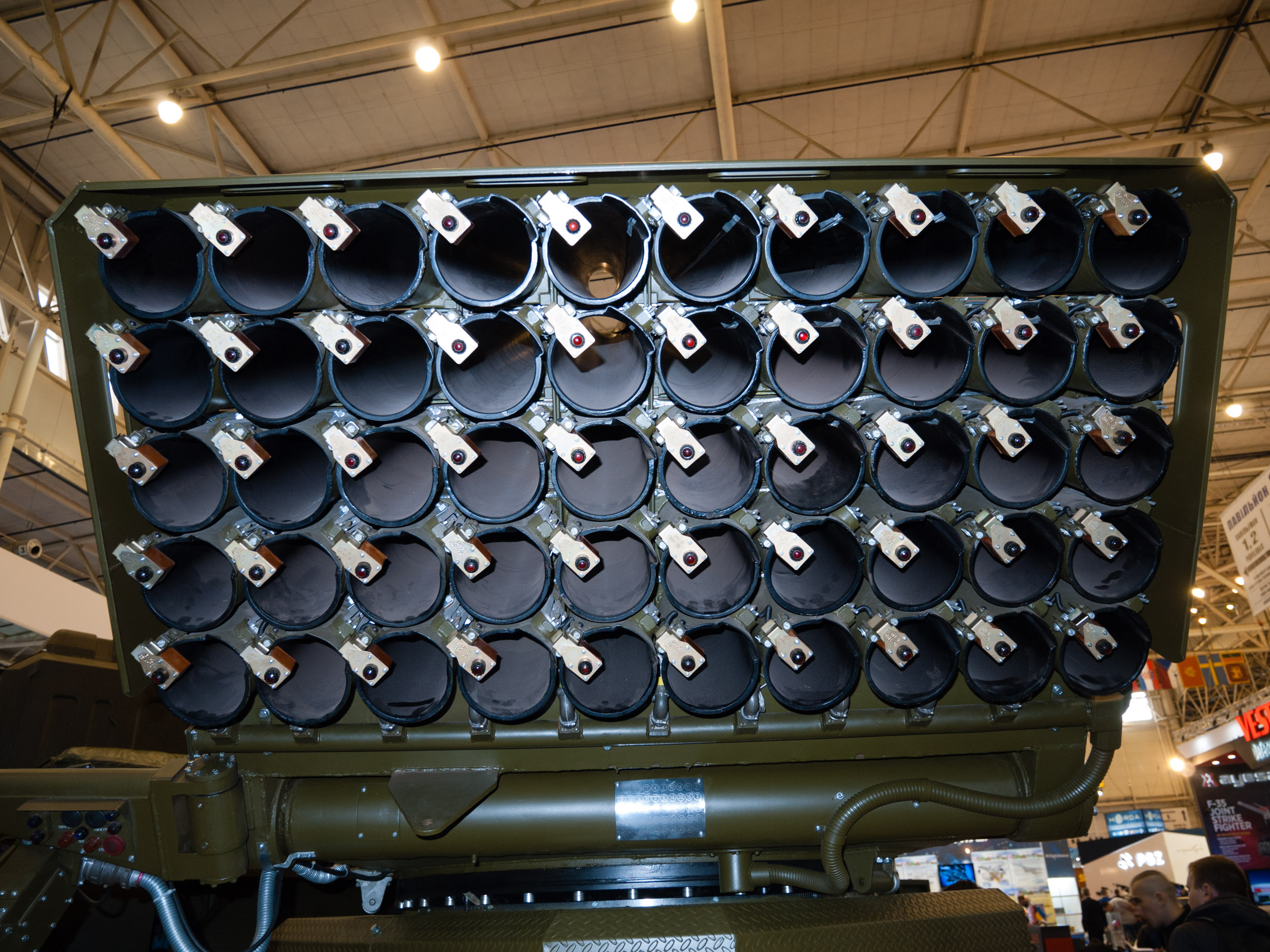
Пускова установка
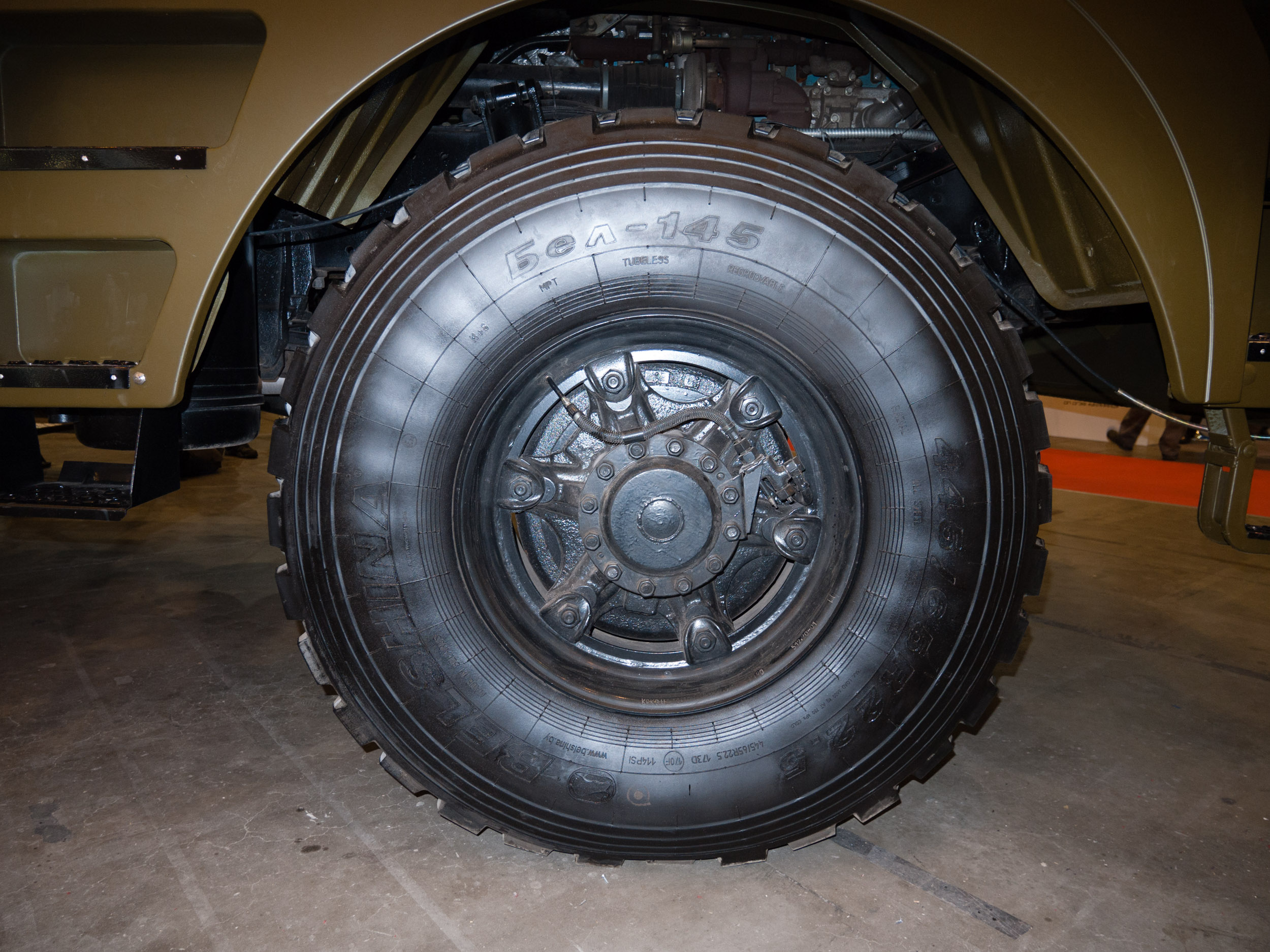
Переднє колесо

### Відео
- Бойова машина БМ-21 УМ Берест на базі КрАЗ-5401НЕ [Архівовано 13 листопада 2019 у Wayback Machine.] // АвтоКрАЗ, 6 лютого 2019